# Mitsubishi Pajero
Mitsubishi Pajero – model samochodu terenowego produkowany przez japońską firmę Mitsubishi Motors. Pierwsza generacja samochodu (L040) została wdrożona do produkcji w 1982 roku, jednak prace nad tym modelem rozpoczęły się już 3 lata wcześniej. W 1973 roku powstał prototyp pierwszej generacji Pajero. Koncepcja modelu Pajero bazowała m.in. na studyjnych modelach Mitsubishi PX33 z 1934 roku i Minica Jeep z 1969 roku. W latach 1991–1999 produkowana była druga generacja samochodu (V20), zaś w latach 1999–2006 trzecia (V60). W 2006 roku w Paryżu miała miejsce premiera czwartej generacji auta (V80). Od początku produkcji wszystkie generacje Mitsubishi Pajero sprzedały się w ponad 3 milionach sztuk, zaś sam model zyskał miano legendy wśród samochodów terenowych. Jest też jednym z najbardziej utytułowanych modeli samochodów w Rajdzie Dakar. Wygrał go ogółem 12 razy, z czego 7 z rzędu, w latach 2001–2007. W 2009 roku irlandzki oddział Mitsubishi Motors wygrał w otwartym przetargu kontrakt na dostarczenie 320 egzemplarzy modelu Pajero Irlandzkim Siłom Zbrojnym w ciągu kolejnych 4 lat. 
W kwietniu 2019 roku władze Mitsubishi Motors podały, że w sierpniu tego roku zakończą produkcję modelu Pajero na japoński rynek. W 2020 roku japoński portal internetowy Nikkei doniósł, że w 2021 roku firma Mitsubishi wycofa model Pajero z produkcji na pozostałe rynki.
Nazwa modelu jest nawiązaniem do łacińskiej nazwy Leopardus pajeros, kotowatego z Ameryki Południowej. W krajach hiszpańskojęzycznych i na terenie Ameryki Północnej model był oferowany pod nazwą Montero, gdyż w hiszpańskim slangu słowo Pajero jest wulgarnym określeniem osoby masturbującej się. Z kolei na rynku brytyjskim samochód sprzedawano pod nazwą Shogun.

## Mitsubishi Pajero I
Mitsubishi Pajero I w ostatecznej wersji zaprezentowane zostało w 1981 roku na targach Tokyo Motor Show w Tokio, a w sprzedaży pojawił się rok później. Prototyp auta powstał w 1973 roku. Początkowo Pajero pierwszej generacji oferowano tylko w wersji 3-drzwiowej z krótkim rozstawem osi, z dachem metalowym albo z płóciennym soft-topem w tylnej części nadwozia. W lutym 1983 roku wprowadzono do sprzedaży wariant 5-drzwiowy z długim rozstawem osi. Oba warianty nadwozia mieściły 4 osoby. W aucie montowano seryjnie napęd na 4 koła, a za dopłatą dostępna była także blokada centralnego mostu. Do napędu samochodu stosowano silniki benzynowe o pojemności 2,6 (R4) i 3 litrów (V6) generujące moc odpowiednio 103 i 141 KM oraz silniki turbodiesel o pojemności 2,3 i 2,6 litra, z których pierwszy rozwijał 84, zaś drugi 95 KM. 

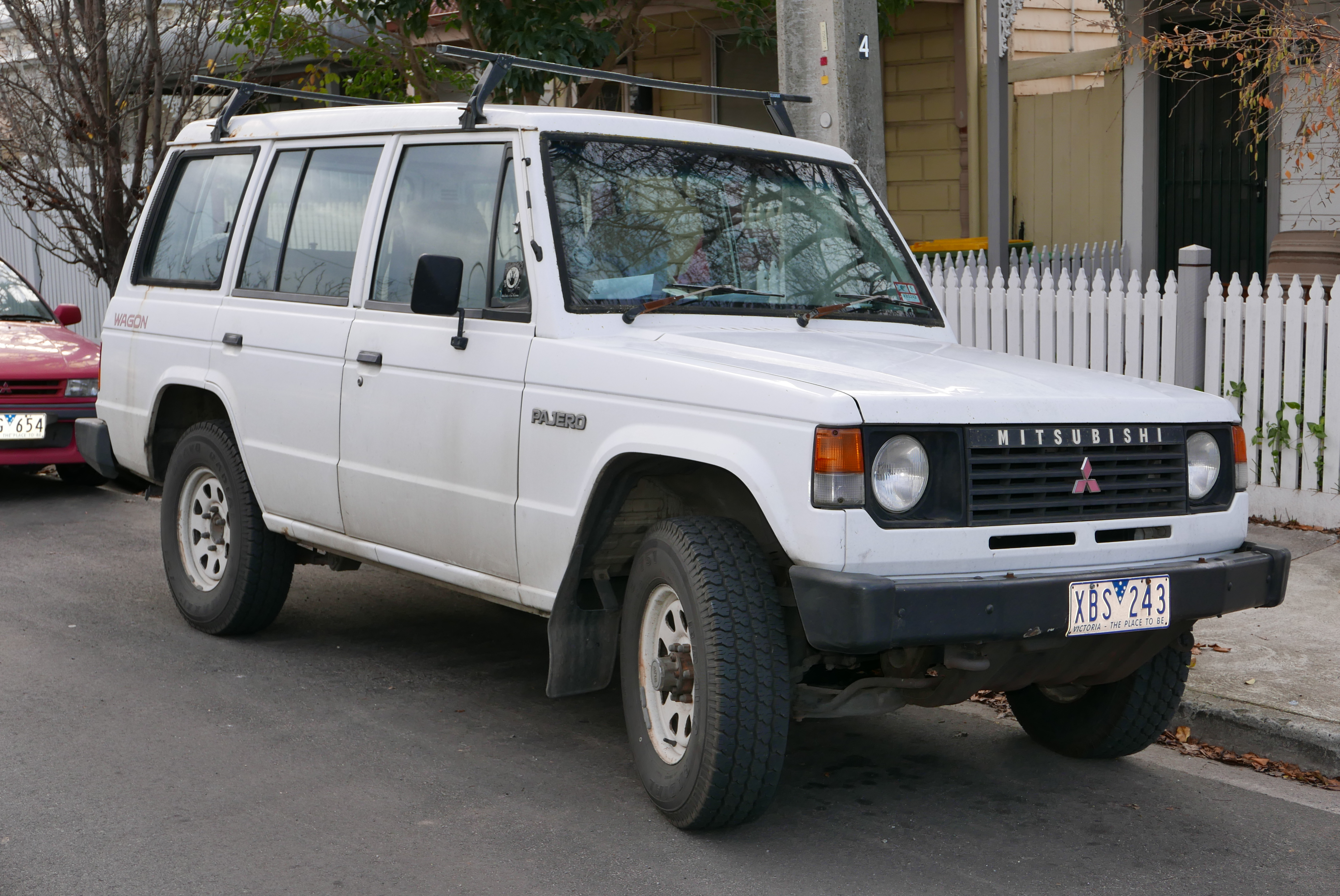
Wersja 5-drzwiowa z 1986 roku

## Mitsubishi Pajero II
Mitsubishi Pajero II zostało wprowadzone na rynek w 1991 roku i było produkowane w trzech konfiguracjach nadwozia: Soft Top i Junior (3-drzwiowe), a także Standard (5-drzwiowe). Konfiguracja Soft Top charakteryzowała się nawiniętym na ramę materiałem, który można było zwinąć i tym samym samochód upodabniał się do kabrioletu. Rozwiązanie to występowało już w poprzedniej generacji, jednak wtedy wypuszczono jedynie krótką serię o nazwie Canvas Top. Auto było trochę większe w stosunku do swojego poprzednika i dzięki temu miało przestronniejsze od niego wnętrze. Pajero II było napędzane silnikami benzynowymi o pojemności 2,4 litra i większymi od niego jednostkami 3-litrowymi oraz 3,5-litrowymi w układzie V6, generującymi odpowiednio 150–181 KM oraz 194–245 KM. W ofercie obecne były także silniki turbodiesel mające pojemność 2,5 i 2,8 litra, rozwijające odpowiednio 99 oraz 125 KM. W sprzedaży znajdowała się również wersja z silnikiem 2.0, przeznaczona na rynek chiński. Wersja napędzana najmocniejszym z silników, 3,5-litrowym V6, nosiła nazwę Evolution i charakteryzowała się nadwoziem wyposażonym w pakiet spojlerów. Klient miał do wyboru skrzynię automatyczną o 4 przełożeniach lub 5-biegową skrzynię manualną. Najważniejszą zmianą w konstrukcji samochodu było wprowadzenie napędu na obie osie 4WD Super Select, którego można było używać także na nawierzchniach o dobrej przyczepności. Miał on blokadę centralnego mostu i reduktor, a za dopłatą dostępna była blokada tylnego dyferencjału. Możliwe było przełączanie się między napędem na tylną i obie osie nawet podczas jazdy z prędkością do 100 km/h. W wyposażeniu auta pojawił się również system ABS, zaś niektóre egzemplarze wyposażano także w elektronicznie sterowane amortyzatory – istniała możliwość wybrania jednego z trzech stopni tłumienia. W 1998 roku przeprowadzono lifting nadwozia samochodu, który objął modernizację m.in. zderzaka, grilla oraz świateł.  Ostatnie sztuki drugiej generacji Pajero zjechały z linii produkcyjnej dopiero w 2012 roku, pomimo tego, że kolejną generację pokazano już w 1999 roku.

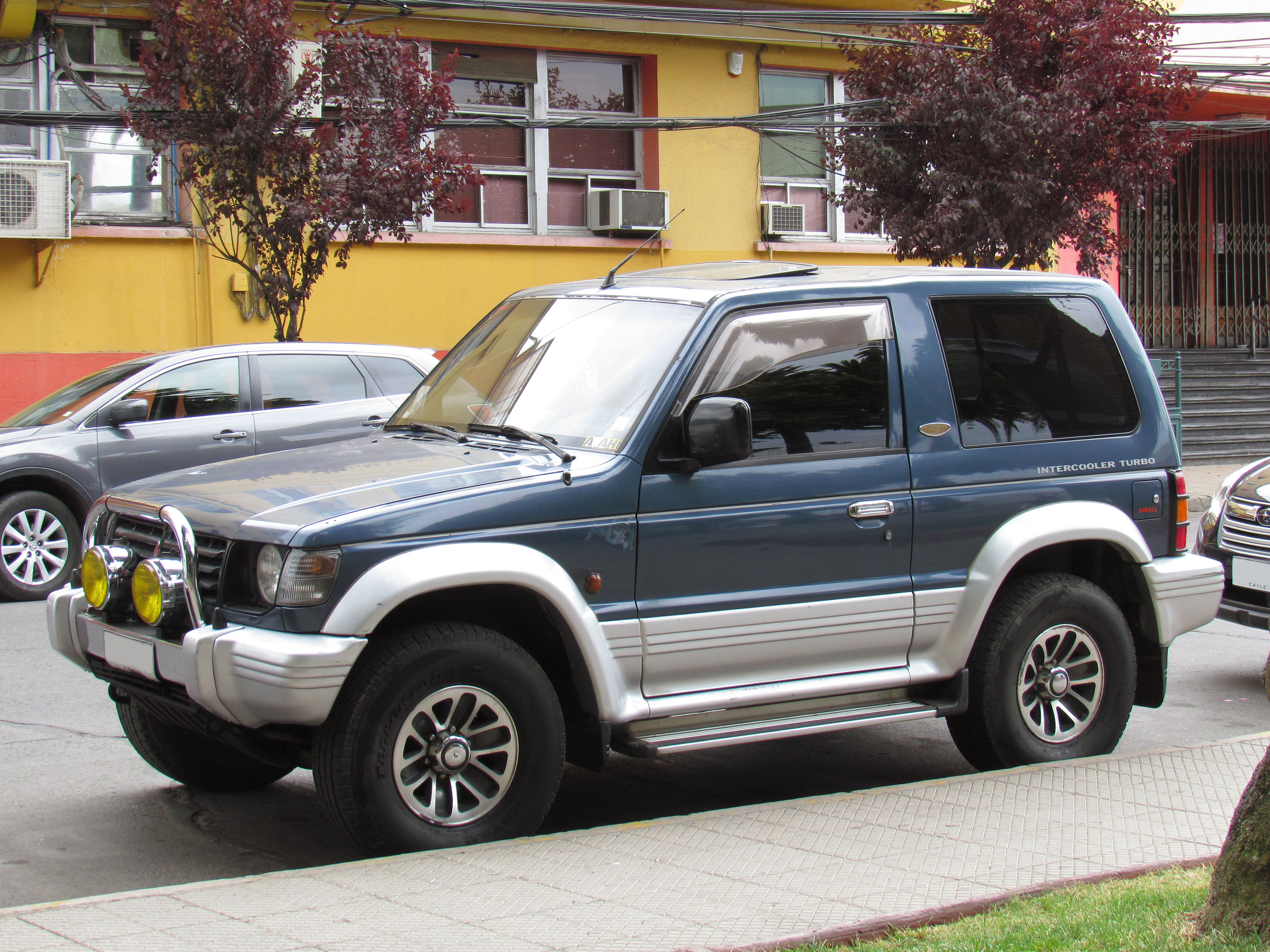
Wersja 3-drzwiowa Junior z 1993 roku
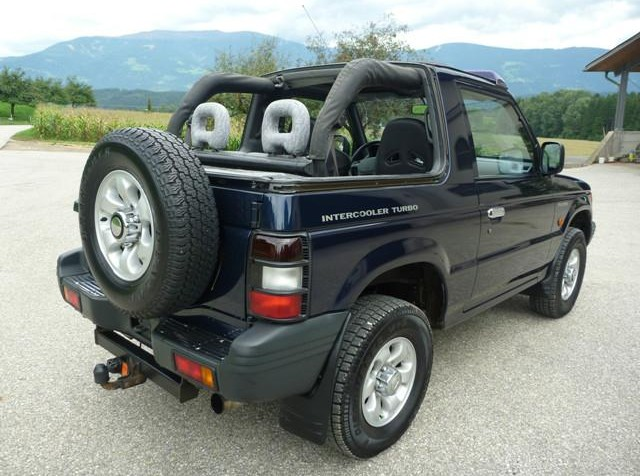
Wersja 3-drzwiowa Soft Top ze zdjętą materiałową częścią dachu
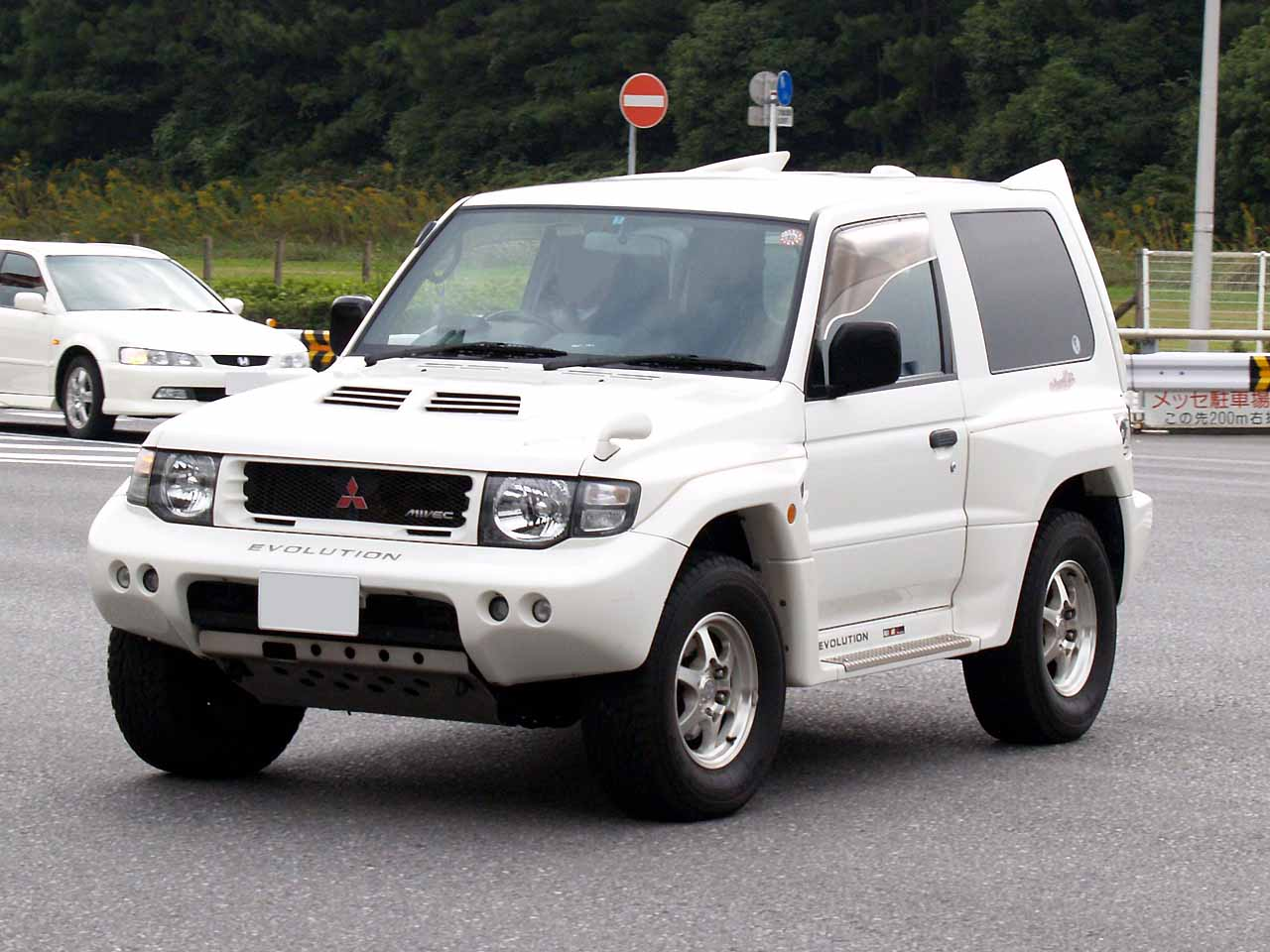
Mitsubishi Pajero Evolution w wersji 3-drzwiowej

## Mitsubishi Pajero III
Mitsubishi Pajero III produkowane było w latach 1999–2006. Auto w zależności od typu nadwozia (w ofercie była wersja 3-drzwiowa i 5-drzwiowa, jednak tym razem zabrakło wersji „cabrio”) miało 4200 lub 4800 mm długości, co stanowiło około 200 mm różnicy w stosunku do Pajero pierwszej generacji i 100 mm do poprzednika. Stylistyka nadwozia, choć zbliżona do poprzednika, zyskała nowoczesne i modne kształty. Zmianie uległa konstrukcja nadwozia: zastosowano konstrukcję samonośną z niezależnym zawieszeniem przedniej oraz tylnej osi, w którą wbudowano ramę wzmacniającą, mającą poprawić sztywność skrętną (w poprzednich generacjach nadwozie było oparte na ramie nośnej). Poważnym modyfikacjom poddano napęd na 4 koła Super Select (dostępny standardowo wraz z centralnym mechanizmem różnicowym i reduktorem; za dopłatą była także dostępna blokada tylnego dyferencjału), w którym koła stożkowe zastąpiono przekładnią planetarną. Po zmianach, zależnie od wybranego trybu napędu, Pajero mogło rozdzielać moment obrotowy pomiędzy osiami w różnych proporcjach (domyślnie było to 33/67). W nowej generacji powiększono także wnętrze, które przy tym zostało dopracowane pod względem wyposażenia i jakości materiałów oraz zwiększono pojemność bagażnika do 1000 litrów. W zależności od rynku, Pajero III oferował różne silniki – dostępne były 3 jednostki benzynowe i 3 turbodiesle. Te pierwsze miały pojemność 3, 3,5 i 3,8 litra (V6) oraz moc odpowiednio 177-195, 203 i 234-260 KM, natomiast silniki wysokoprężne charakteryzowały się pojemnością 2,5, 2,8 i 3,2 litra oraz mocą odpowiednio 115, 125-140 oraz 165 KM. Oprócz 5-biegowej skrzyni manualnej, klient miał też do wyboru skrzynie automatyczne o 4 lub 5 przełożeniach. W 2003 roku przeprowadzono drobny lifting nadwozia.
Mitsubishi Pajero Pinin
W 1999 roku równolegle z Pajero trzeciej generacji rozpoczęto także produkcję modelu Pajero Pinin, będącego w gruncie rzeczy miniaturową wersją „pełnowymiarowego” modelu jednak pod wieloma względami niemającą z nim wiele wspólnego. Nazwa auta pochodzi od włoskiego biura projektowego Pininfarina, które zaprojektowało nadwozie auta. Pojazd sprzedawano w wersjach 3-drzwiowych i 5-drzwiowych, przy czym ta dłuższa nie przekraczała nawet 4000 mm długości. Pinina oferowano tylko z silnikami benzynowymi 1.8, 1.8 GDI i 2.0.

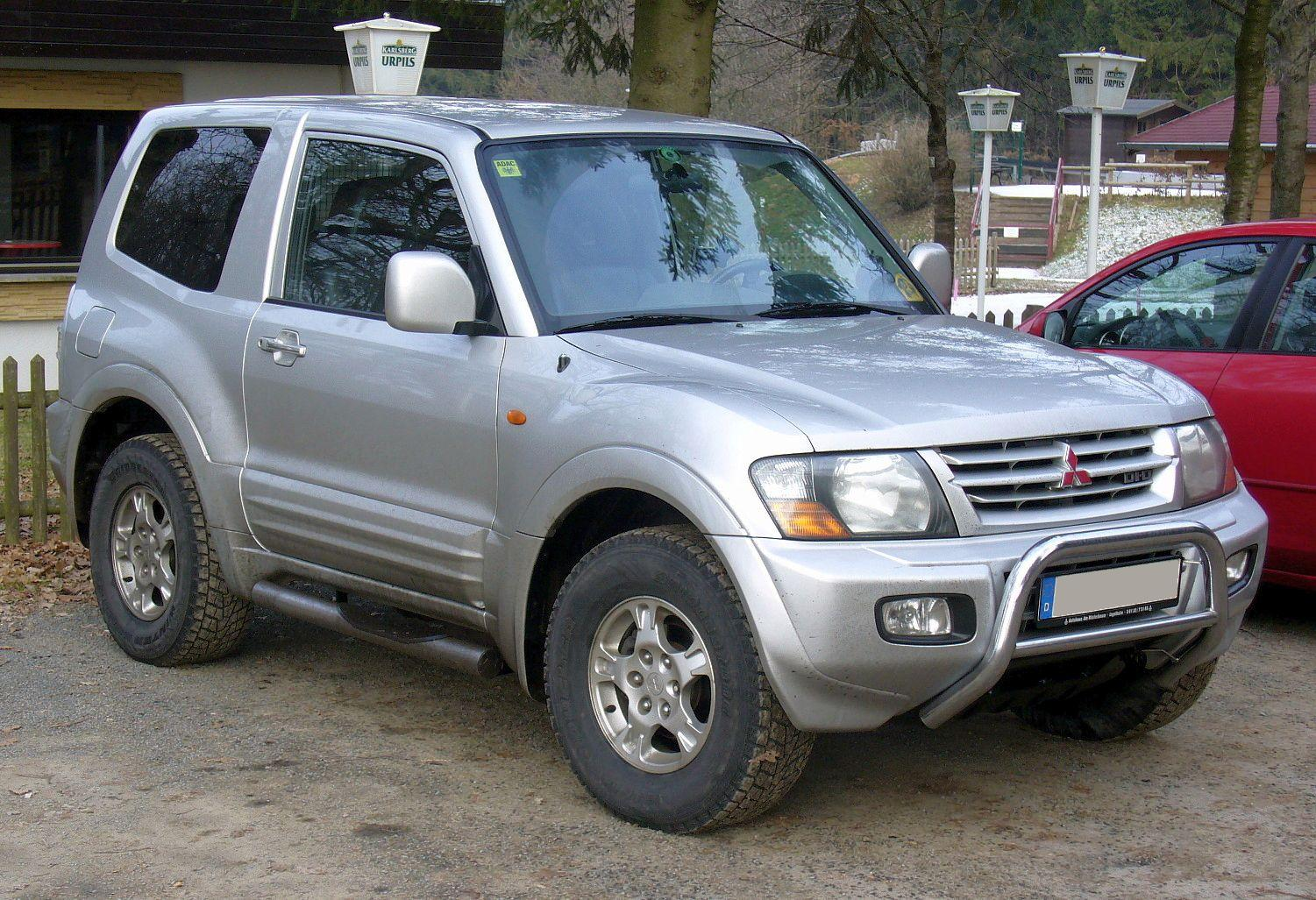
Wersja 3-drzwiowa Pajero III
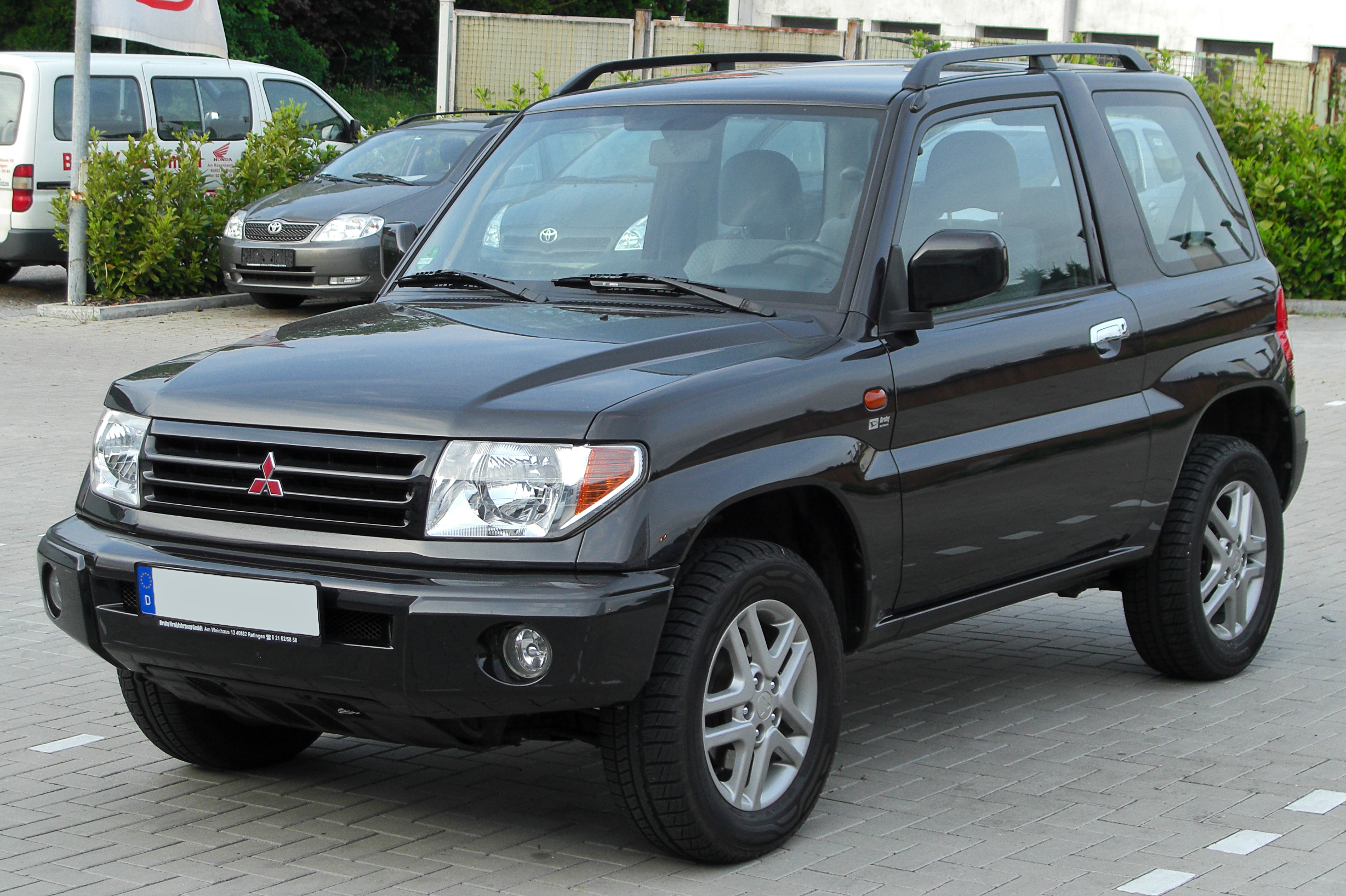
Mitsubishi Pajero Pinin w wersji 3-drzwiowej

## Mitsubishi Pajero IV
Mitsubishi Pajero IV zaprezentowano we wrześniu 2006 roku podczas targów Paris Motor Show w Paryżu. Podobnie jak poprzednicy, czwarta generacja Pajero również dostępna była w formie krótkiej 3-drzwiowej i długiej 5-drzwiowej, a maksymalnie do samochodu mogło wejść od 5 do 7 osób. Wnętrze stało się bogatsze i bardziej luksusowe. Istotną zmianą w wyglądzie nadwozia była wyżej poprowadzona linia dachu i przemodelowane błotniki oraz zderzaki, które nadały pojazdowi bardziej muskularny wygląd. Najbardziej zauważalne zmiany względem Pajero III dotyczyły głównie wyposażenia – samochód zyskał m.in. system łączący funkcje stabilizacji toru jazdy i kontroli trakcji, a także dopracowane poduszki powietrzne (z czego przednie mogły się napełniać dwustopniowo). Zastosowanym w standardzie napędem był napęd na obie osie Super Select 4WDII z seryjnie montowaną blokadą tylnego tylnego dyferencjału. W 2015 roku auto przeszło facelifting, dzięki któremu zyskało przede wszystkim nowy pas przedni i jeszcze bardziej muskularny wygląd. Zależnie od rynku stosowano silniki o pojemnościach od 2,4 do 3,8 litra, przy czym w przypadku egzemplarzy przeznaczonych na europejski rynek wybór był skromniejszy – pod maską można było znaleźć jednostki benzynowe o pojemności 3, 3,5 lub 3,8 litra V6 (3-litrowy miał moc 200 KM, zaś 3,8-litrowy – 250 KM) lub wysokoprężne, mające  pojemność 3,2 litra (generowały 170 i 200 KM mocy; na polskim rynku – 190 KM). Oprócz 5-biegowej skrzyni manualnej, dostępna była także skrzynia automatyczna o tej samej liczbie przełożeń.

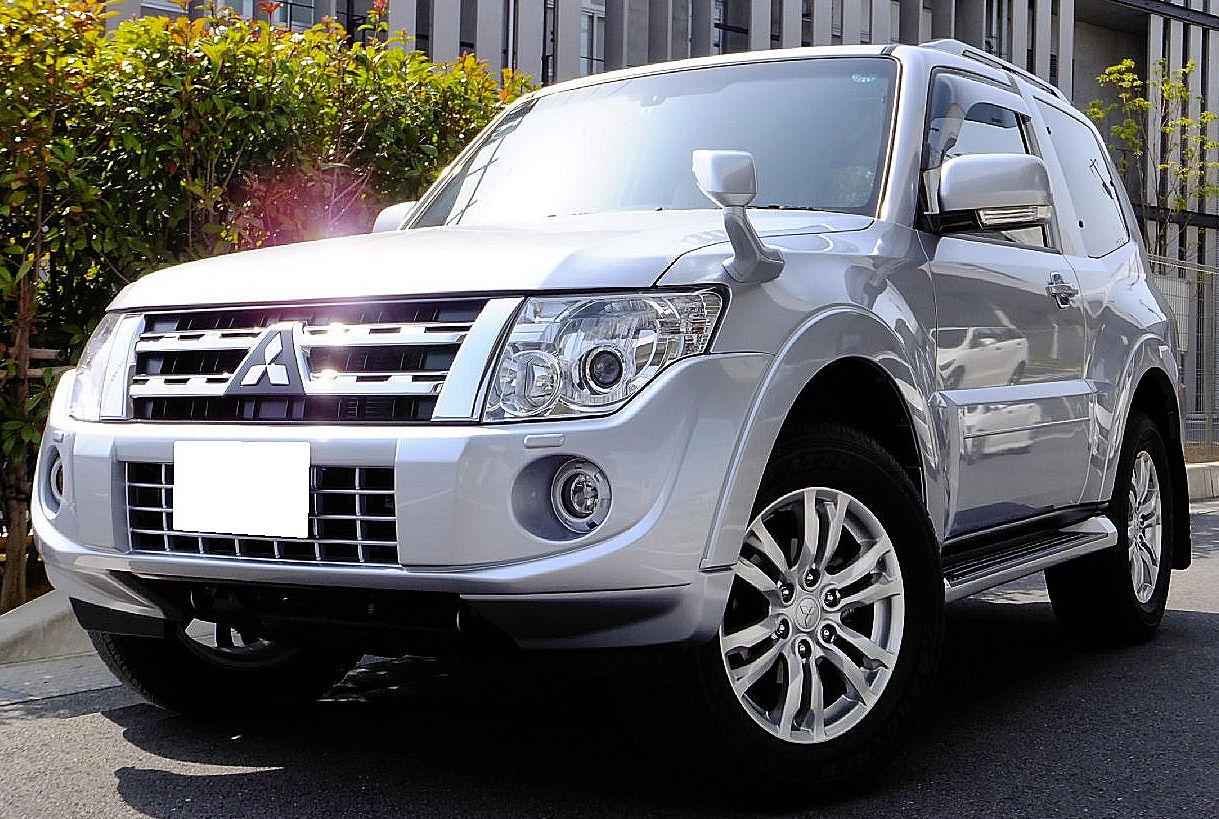
Wersja 3-drzwiowa
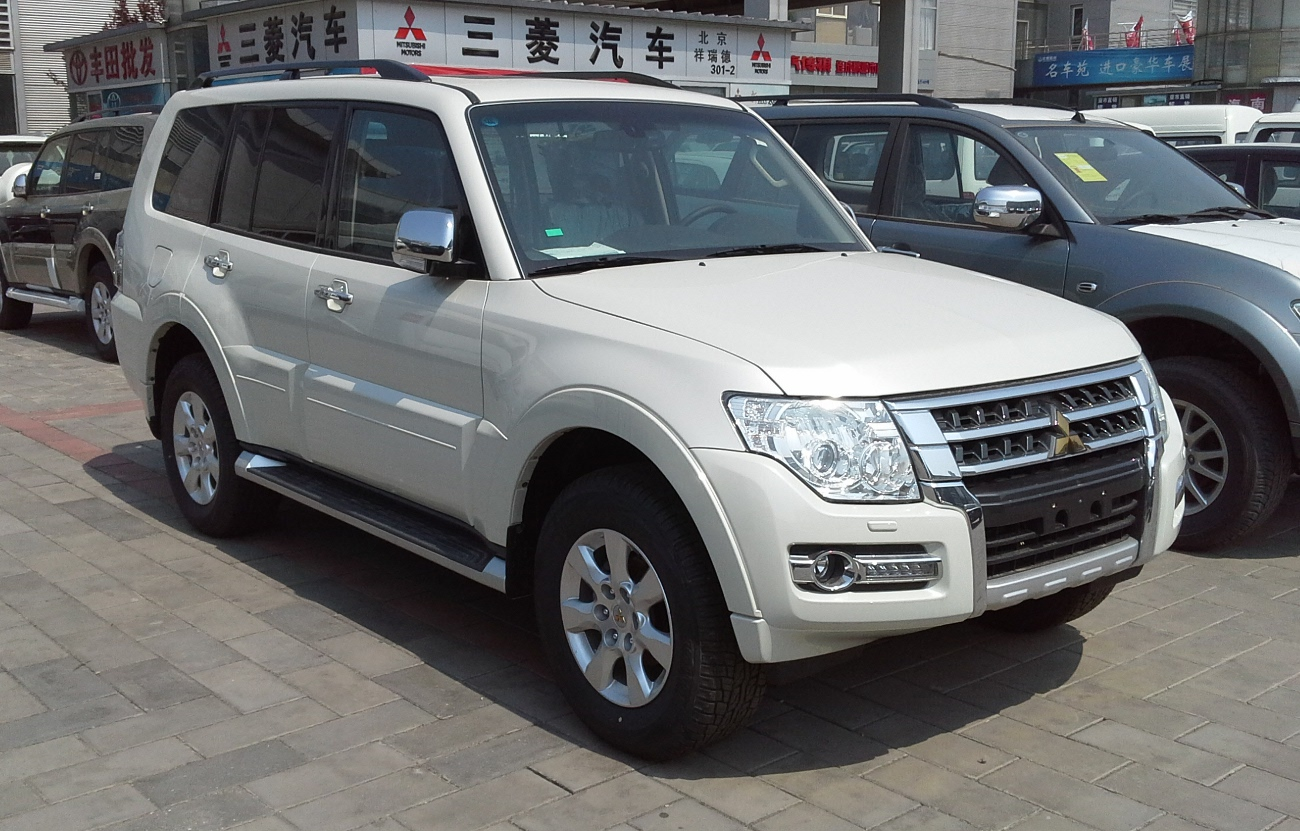
Wersja 5-drzwiowa po faceliftingu z 2015 roku